# Kobra nepalska
Kobra nepalska (Naja kaouthia) – gatunek jadowitego węża z rodziny zdradnicowatych (Elapidae). Występuje na obszarze od północnych Indii i Nepalu, aż po Malezję (Półwysep Malajski) i Wietnam. Stwierdzenie z Andamanów dotyczy Naja sagittifera.
Opis: Osiąga długość 2 m, czasem więcej. Ma jedno oczko (białe koło w czarnej obwódce z czarnym punktem w środku, rzadziej dwa lub trzy) na grzbietowej części płaszcza.